# Даниш Никифор

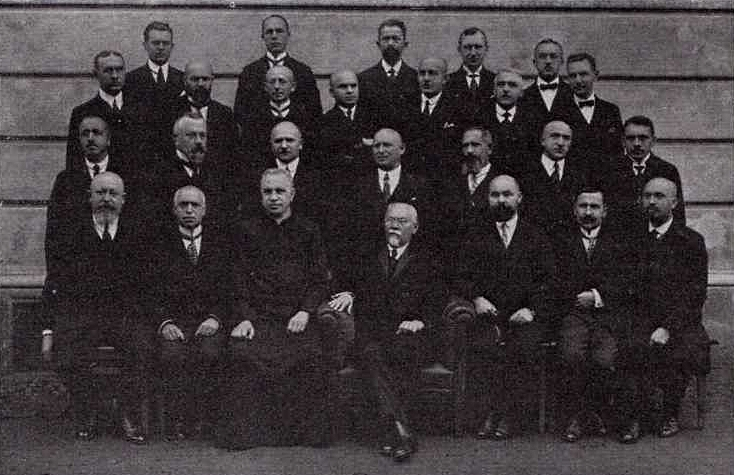
Никифор Даниш сидить шостий зліва.

Никифор Даниш (1877, Іллінці — 1954) — український галицький педагог, організатор приватного шкільництва, громадсько-політичний діяч. Член УНДП.

## Життєпис
Народжений в 1877 році в с. Іллінці.
За часу Австро-Угорщини працював учителем Бучацької ц-к. гімназії. На перших Загальних зборах 25 березня 1908 року обраний першим керівником Бучацької повітової філії «Просвіти».
Міський комісар Чорткова після утворення ЗУНР у листопаді 1918 року. Працював у місті директором гімназії.
Також працював учителем середніх шкіл на Коломийщині, з 1919 року — на Станиславівщині (зокрема, був професором Станиславівської української гімназії). Брав активну участь в розбудові приватних навчальних закладів.
Автор статей на педагогічну тематику (зокрема, «Нарис істориі ц. к. гімназиі з руською викладовою мовою в Коломиі від єі основаня 1892/3 до 1911/12 року. В Коломиі. 1912.»).
Помер в 1954 році.